# 才口將太
才口 將太（さいぐち しょうた、1986年4月10日 - ）は、日本の元ラグビー選手。

## プロフィール
- 兵庫県出身[1]。
- ポジションはフルバック(FB)。
- 身長 176cm、体重 81kg
- ニックネームはしょーた、ぐっさん。

## 略歴
3歳からラグビーを始めた。
2005年、大分舞鶴高校卒業後、同志社大学に入る。
2009年、同志社大学卒業後、NTTドコモレッドハリケーンズに加入。
2010年10月31日に行われたトップウェストAリーグ第4戦レッドエボリューションズ戦に先発出場で公式戦初出場を果たす。
2020年、現役を引退した。